# استان وراتسا
وراتسا یکی از استان‌های کشور بلغارستان است. مساحت این استان ۳٬۶۱۹٫۷ کیلومتر مربع و جمعیت آن ۱۸۶۸۴۸ نفر است. همچنین مرکز این استان شهر وراتسا است.